# Distrito electoral de Clover Valley (condado de Pierce, Nebraska)
Clover Valley (en inglés: Clover Valley Precinct) es un distrito electoral ubicado en el condado de Pierce en el estado estadounidense de Nebraska. En el Censo de 2010 tenía una población de 157 habitantes y una densidad poblacional de 1,68 personas por km².

## Geografía
Clover Valley se encuentra ubicado en las coordenadas 42°13′15″N 97°39′35″O / 42.22083, -97.65972. Según la Oficina del Censo de los Estados Unidos, Clover Valley tiene una superficie total de 93.19 km², que corresponden a tierra firme.

## Demografía
Según el censo de 2010, había 157 personas residiendo en Clover Valley. La densidad de población era de 1,68 hab./km². De los 157 habitantes, Clover Valley estaba compuesto por el 98.73% blancos, el 0.64% eran afroamericanos y el 0.64% eran de otras razas. Del total de la población el 0.64% eran hispanos o latinos de cualquier raza.